# David Morse
David Morse (Hamilton (Massachusetts), 11 oktober 1953) is een Amerikaans acteur. Hij werd voor zijn rol in de televisieserie House in 2007 genomineerd voor een Emmy Award en in 2008 opnieuw voor zijn aandeel in de miniserie John Adams.

## Biografie
Morse is een zoon van Charles en Jacquelyn Morse en heeft drie zussen. Hij volgde een opleiding tot acteur aan de William Esper Studio. Hij trouwde in 1982 met Susan Wheeler Duff, met wie hij drie kinderen kreeg. Na de aardbeving van 1994 in Californië verhuisde Morse met zijn gezin naar Philadelphia.
Morse speelt behalve in films geregeld in televisieseries. Zo verscheen hij van 1982 tot 1988 (137 afleveringen) als Dr. Jack 'Boomer' Morrison in St. Elsewhere, van 2002 tot 2004 (veertig afleveringen) als Mike Olshansky in Hack en van 2006 tot 2007 (zes afleveringen) als de wraakzuchtige politieagent Michael Tritter in House.
Morse werd meermaals gecast in verfilmingen van boeken van Stephen King. Zo speelde hij aanzienlijke rollen in de miniserie The Langoliers (1995) en de films The Green Mile (1999) en Hearts in Atlantis (2001).
In de film Contact (1997) speelt hij de vader van astronome Ellie Arroway (Jodie Foster).

## Filmografie
- Biblioteca Nacional de España: XX1306715
- Bibliothèque nationale de France: cb14030364d (data)
- Gemeinsame Normdatei: 140401490
- International Standard Name Identifier: 0000 0001 0930 464X
- Library of Congress Control Number: no96011725
- MusicBrainz: d8bfaf54-e291-454a-a2dc-08bf4e178319
- Nationale Bibliotheek van Tsjechië: xx0045832
- Nationale Bibliotheek van Israël: 987007432882705171
- Nationale Bibliotheek van Polen: a0000001637199
- Nederlandse Thesaurus van Auteursnamen: 097131342
- SNAC: w69p32mj
- Système universitaire de documentation: 05953995X
- Virtual International Authority File: 107105149
- WorldCat: E39PBJpPxTbQpBx6YbRPPqfXh3